# 1968 en sports équestres
Chronologie des sports équestres
- 1967 en sports équestres - 1968 en sports équestres - 1969 en sports équestres

Cet article présente les faits marquants de l'année 1968 en sports équestres.

## Événements

### Octobre
- 18 octobre 1968 au 21 octobre 1968 : épreuves d'équitation aux jeux olympiques à Mexico (Mexique)[1].